# Jérôme Guénat
Jérôme Guénat (* 6. Januar 1836 in Villié-Morgon; † 14. November 1897 im Kloster Sept-Fons) war ein französischer Zisterzienserabt.

## Leben
Jérôme Guénat besuchte das Kleine Seminar in Aveize (heute Klinik Centre médical L’Argentière) und das Priesterseminar in Lyon. 1862 trat er im Alter von 26 Jahren in das Trappistenkloster Sept-Fons ein. Er wurde 1865 zum Priester geweiht und legte am 7. Juni 1868 mit 32 Jahren Profess ab. 1868 ernannte man ihn zum Prior von Kloster Chambarand. Von 1874 bis 1882 war er in Rom Generalprokurator der Kongregation von Sept-Fons (mit Sébastien Wyart als Sekretär). Dann wurde er (als Nachfolger des verstorbenen Jean de Durat) zum Abt des 1880 von der Dritten Republik offiziell aufgelösten Klosters Sept-Fons gewählt, sandte 1883 Mönche zur Gründung des Klosters Consolation nach China, musste dann aber vor den sich auftürmenden Schwierigkeiten kapitulieren und trat am 6. Oktober 1887 zurück. Sein Nachfolger wurde Sébastien Wyart. Nach Aufenthalten im Kloster La Grâce-Dieu (Franche-Comté) und im Exilkloster Rečica an der Kupa, östlich von Karlovac/Carlsstadt in Kroatien ging er 1889 nach Sept-Fons zurück und starb dort 1897 im Alter von 61 Jahren.